# 傅佩榮
傅佩榮（1950年12月16日—），中華民國（臺灣）學者、中國現代思想家、作家、敎育者、哲學家，曾使用筆名傅華、傅軒。
出生於高雄縣，成長於桃園縣觀音鄉，籍貫上海。
曾任國立臺灣大學哲學系主任及硏究所所長、臺大哲學系敎授，屆滿退休。比利時魯汶大學、荷蘭萊頓大學講座敎授、《哲學與文化》月刊主編、黎明文化公司總編輯、《哲學》雜誌總編輯等職。
傅佩榮著作甚豐，曾出版中西哲學普及讀物、散文百餘種，跨足中國儒家思想、中國道家思想、西方哲學、易經占筮及多個領域，善於將傳統思想轉譯爲現代人容易明白接受的人生哲學，並經常於各大場合公開演講，其主張並倡導儒家思想爲人性向善論。被當代人視爲國學大師。

## 生平
家庭背景
傅佩榮出生於三代信奉天主敎的家庭，籍貫在上海，父母皆是上海人。父親21歲考取財政部海關燈塔（海關總稅務司署助航設備），隨遷臺後擔任燈塔管理員工作，母親從事農村副業，後因積勞成疾，進行脊椎手術後摔跤而癱瘓無法行走。家中有七個兄弟姊妹。
成長及求學
西元1950年，傅佩榮出生於高雄，自幼居在桃園觀音，曾有三年陪同派駐綠島燈塔工作之父親暫居綠島，小學畢業後進入敎會中學。國小調皮模仿鄰居口吃而養成口吃習慣，國小三年級至高二期間爲口吃所苦而感到自卑，因自卑感而迫使他更加努力讀書，直到高中時遇到老師建議到他參加口吃矯正班，透過訓練才漸獲改善。經歷九年口吃讓傅佩榮更有同理心。因著宗敎信仰，傅佩榮走上了硏究哲學之路，揉合了東方的儒家思想。
西元1968年，當時先填志願再聯考，傅佩榮分數可達臺大，卻選擇當時哲學系師資、課綱較符合自己的天主教輔仁大學哲學系，大學期間修習過南懷瑾居士的《中國哲學史》課程，並在大三獲得參與美國哲學敎材翻譯工作的機會，讓他開始從翻譯學習西方哲學；後來，在國外求學時曾藉由翻譯工作賺錢，所譯文字累積超過200萬字，增進了其寫作的能力。
西元1972年，考取臺灣大學哲學硏究所碩士班，與徐業鴻（淨空法師）爲同窗，受新儒學大師方東美啟迪而開始對中國哲學產生興趣。在此之前發表第一篇論文〈多瑪斯哲學與當代思潮〉。隨後出版第一本翻譯《從上帝到人》。
西元1973年，受聘爲臺灣大學哲學系助敎。隨後兼任《哲學與文化月刊》主編一職。
西元1976年，獲得臺大哲學系碩士學位，碩士論文爲《卡繆的荒謬概念》。
西元1978年，碩士畢業並服完兵役後，回到母校臺大哲學系任敎。
西元1980年，時任臺灣大學文學院院長侯健認爲傅佩榮是哲學系未孵化的蛋。卽獲得哈佛燕京學社獎助計劃的獎學金資格，赴美國耶魯大學攻讀博士班，主修宗敎哲學。博士班期間曾修習宗敎學翹楚Louis Dupré 的課程，以及受史學泰斗余英時評審指導。傅佩榮曾說，因臺大僅能請假四年，於是在美國力拚四年內獲取學位(當時平均時間約7-8年)。
西元1984年，獲取耶魯大學博士學位，返回臺大哲學系，升任副敎授。
西元1985年，以《成功人生》獲取國家文藝獎。於《哲學與文化月刊》首度提出〈人性向善論：對古典儒家的一種理解〉成爲後來所主張「人性向善論」的立論開端。
西元1986年，以《儒道天論發微》（其博士論文改寫之中文版），獲得中正文化獎。任職比利時魯汶大學「南懷仁講座」之講座敎授，主講儒家。並於民生報評選爲臺大入門敎授（共10位）。
西元1988年，以《Communication between Confucianism and Christianity》一書，升任正敎授。
西元1991年，任職國立臺灣大學哲學系系主任、哲學系硏究所所長（3年）。獲頒敎育部「敎學特優獎」。所授「哲學與人生」被學生社團評選爲最優通識課。於臺灣大學通識網中授課影片也有百萬觀看次數。
西元1992年，與好友加拿大多倫多大學沈清松敎授合辦《哲學雜誌》，共計九年。
西元2005年，爲已逝世臺大哲學系碩士班恩師方東美，主編《方東美先生全集》修訂新版，此系列書詳盡包列方東美先生之學說，爲最完整版本。
宣揚階段
西元2006年，傅佩榮開始在中國大陸地區闡揚國學，在北京出版了五本解讀（《論語》、《孟子》、《老子》、《莊子》、《易經》），隨後受邀至浙江大學、復旦大學、中國人民大學、清華大学、北京大學、北京師範大學、中國社會科學院展開一系列國學演講，在山東電視臺「新杏壇」擔任首席主講，開始在大陸擁有知名度。
西元2008年，於香港鳳凰衛視主講「國學的天空」。同年獲選爲《21世紀經濟報道》評選的風雲人物（文化類）
西元2009年，開始在央視《百家講壇》主講「孟子的智慧」。北京衛視、上海衛視、東方衛視等電視臺節目開講，以及兩岸三地各大學國學班推廣國學。光是2011年一年內就達100多場演講。
西元2016年，於臺大哲學系屆滿退休。應大陸地區敎育部邀請，主講《論語》八集、《孟子》八集、《易經》五集於「中華經典資源庫」，爲大陸地區中學師生之重要國學敎育資源。並出任逢其原書院院長三年。
西元2018年後，在各網路平臺授課，「得到」平臺主講「西方哲學」。「Himalaya(喜馬拉雅)」主講老子、易經、論語、哲學與人生、孟子等課。

## 學術與思想
傅佩榮於西元1985年提出「人性向善」取代宋朝學者朱熹詮釋的儒家本善論。傅佩榮硏究歷代註解四百多家，以及引進西方哲學邏輯，花數十年對《論語》及《孟子》等中國哲學文本進行分析並宣講，最終整套理論於西元2020年由多位學生協助編纂，終成《人性向善論發微》一書。
牟宗三弟子蔡仁厚曾在學術場合使用人性爲定向還是不定向的問題，堅定朱熹人性本善的立場，而傅佩榮認爲人性是動態的，「向」遠比「本」更加符合人性的敘述，否則儒家的學說會產生很多的矛盾與漏洞，本質論絕對與孔孟的思想不吻合。

## 軼事
傅佩榮說當年至前總統李登輝府邸講學，被軍官引導至角落處，李登輝入座時發現，便說「老師怎麼可以坐旁座」，於是將傅佩榮請至中間，後來傅佩榮便對李登輝有所肯定。
曾感嘆自己寫書出版不久便在大陸出現盜版印刷，品質很差價錢卻與正版一樣。傅佩榮著書在臺灣也經常遭到盜印、盜錄。 （页面存档备份，存于）
於西元2023年11月27日，因宣傳新書《傅佩榮講易經》出席中廣流行網ilike radio廣播節目「趙少康時間」，剛好於當日稍早，該節目主持人趙少康宣布替中國國民黨出任2024中華民國副總統競選，因此許多國民黨支持者湧入該節目留言區。傅佩榮於2024年2月7日上王偉忠主持之廣播節目「欸！我說到哪裡了」表示當時不知道趙少康宣布參選的消息，下節目才看到新聞。
西元2006年，有學生於臺中私立逢甲大學，副敎授欲升等敎授，將其論文「荀子的超越性思維」送予當時任職臺大哲學系的傅佩榮外評，傅佩榮以84分（該論文最高分）鼓勵學生，但後面學生於人文社會學院敎師評審委員會的審評未通過，而學生依行政法將逢甲大學告上法院，傅佩榮受到牽連，亦遭學生指責未因材施敎。 （页面存档备份，存于）

## 主要學生
- 許詠晴(國立臺灣大學哲學博士，任敎於中國四川省西南交通大學)
- 曹行(國立臺灣大學哲學博士，自由作家)
- 熊偉均
- 楊書淵(國立臺灣大學哲學博士)
- 饒忠恕(國立臺灣大學哲學博士)
- 傅琪媗(波士頓柏克利音樂學院)

## 著作

### 論述
- 《從上帝到人》（臺北：先知出版社，1972）
- 《詩意學的全面探討》（臺北：先知出版社，1972）
- 《卡繆的眞面目》（臺北：先知出版社，1973）
- <<科學與現代世界>>（譯A.N. Whitehead, Science and the Modern World，台北，黎明文化，1982）
- 《目的與思想：實用主義的意義》（臺北：黎明文化，1983）
- 《儒道天論發微》（臺北：學生書局，1985；再版，臺北：聯經，2010）
- 《誰受過敎育》（臺北：時報，1985）
- 《荒謬之超越》（臺北：黎明文化，1985）
- 《象牙塔的危機》（臺北：業強，1985）
- 《會思想的蘆葦》（臺北：業強，1986；再版，臺北：九歌，2015）
- 《Communication between Confucianism and Christianity》（臺北：業強，1988）
- 《老子思想與現代社會》（臺北：華視文化，1989）
- 《朝雨經塵》（臺北：黎明文化，1989）
- 《誰在乎敎育》（臺北：業強，1989）
- 《尋找生命的重心》（臺北：洪建全敎育文化基金會，1989）
- 《儒家與現代人生》（臺北：業強，1989）
- 《四書小品》（臺北：業強，1991）
- 《確立生命的原點》（臺北：書評書目雜誌社，1991）
- 《圓成生命的理想》（臺北：洪建全敎育文化基金會，1991）
- 《學以致用》（臺北：國家文藝基金管理委員會，1992）
- 《擇善固執》（臺北：國家文藝基金管理委員會，1992）
- 《從自我出發》（臺北：書評書目雜誌社，1992）
- 《哲學入門》（臺北：正中書局，1993）
- 《論語的智慧》（臺北：皇冠文化，1993）
- 《儒家哲學新論》（臺北：業強，1993）
- 《心靈的曙光：蘇格拉底、笛卡兒、馬克斯、尼采》（臺北：洪建全敎育文化基金會，1994）
- 《境界的嚮往：柏拉圖、奧古斯丁、叔本華、卡西勒》（臺北：洪建全敎育文化基金會，1994）
- 《自然的魅力：盧梭、席勒、柏格森、德百進》（臺北：洪建全敎育文化基金會，1995）
- 《愛智的趣味：亞里斯多德、多瑪斯、休謨、懷德海》（臺北：洪建全敎育文化基金會，1995）
- 《理性的莊嚴：史賓諾莎、康德、黑格爾、雅士培》（臺北：洪建全敎育文化基金會，1995）
- 《自我的意義：齊克果、馬賽爾、海德格、卡謬》（臺北：洪建全敎育文化基金會，1995）
- 《與青少年談孔子》（臺北：業強，1996）
- 《與青少年談孟子》（臺北：業強，1996）
- 《中西十大哲學家》（臺北：臺灣書店，1997）
- 《文化的視野》（臺北：立緒文化，1997）
- 《柏拉圖》（臺北：東大圖書，1998）
- 《La Vie ,La Mort et l’Au – dela Vus par Confucius》（比利時：Bruylant-Academia，1999）
- 《傅佩榮解讀論語》（臺北：立緒文化，1999）
- 《洋溢美感的人生：世說新語新解》（臺北：幼獅文化，1999）
- 《新世紀的心靈安頓》（臺北：幼獅文化，2000）
- 《珍惜情緣》（臺北：天下文化，2001）
- 《逍遙自在的人生：莊子賞析》（臺北：幼獅文化，2001）
- 《孔子新說：在考驗中成長》（臺北：幼獅文化，2002）
- 《傅佩榮解讀莊子》（臺北：立緒文化，2002）
- 《釐清自我的眞相》（臺北：天下文化，2003）
- 《管理自我的潛能》（臺北：天下文化，2003）
- 《探索生命的價值》（臺北：天下文化，2003）
- 《走向智慧的高峰》（臺北：天下文化，2003）
- 《孔子新說：肯定群我關係在考驗中成長》（臺北：幼獅文化，2003）
- 《傅佩榮解讀老子》（臺北：立緒文化，2003）
- 《哲學與人生》（臺北：天下文化，2003；全新修訂版，臺北：天下文化，2018）
- 《孔子新說：展現人文之美》（臺北：幼獅文化，2003）
- 《傅佩榮解讀孟子》（臺北：立緒文化，2004）
- 《孔子新說：作個說話高手》（臺北：幼獅文化，2004）
- 《孔子新說：勇於擇善固執》（臺北：幼獅文化，2004）
- 《傅佩榮解讀易經》（臺北：立緒文化，2005）
- 《西洋哲學傳統》與陳榮華、關永中、蔡信安、林照田、林火旺、楊金穆、楊植勝合著，（臺北：臺大出版中心，2006）
- 《究竟眞實：傅佩榮談老子》（臺北：天下文化，2006）
- 《向莊子請益：傅佩榮說莊子》（臺北：立緒文化，2007）
- 《人性向善：傅佩榮談孟子》（臺北：天下文化，2007）
- 《人能弘道：傅佩榮談論語》（臺北：天下文化，2008）
- 《向孔子學做人：現代人必修的七堂課》（臺北：天下文化，2008）
- 《原來孔子這樣說》（臺北：九歌，2010）（附CD）
- 《原來孟子這樣說》（臺北：九歌，2010）（附CD）
- 《原來老子這樣說》（臺北：九歌，2010）（附CD）
- 《原來莊子這樣說》（臺北：九歌，2010）（附CD）
- 《不可思議的易經占卜》（臺北：時報，2010）（附DVD）
- 《易想天開看人生》（臺北：時報，2010；再版，《易經：卜辭看人生》，臺北：時報，2012）
- 《儒家哲學新論》（臺北：聯經，2010）
- 《一本就通：西方哲學史》（臺北：聯經，2011）
- 《孔門十弟子》（臺北：聯經，2011）
- 《老莊的相對論》（臺北：時報，2011）（附CD）
- 《樂天知命：傅佩榮談《易經》》（臺北：天下文化，2011）
- 《論語三百講》（上、中、下）（臺北：聯經，2011）
- 《論語解讀：新世紀繼往開來的思想經典》（臺北：立緒文化，2012）
- 《孟子解讀：新世紀繼往開來的思想經典》（臺北：立緒文化，2012）
- 《易經解讀：新世紀繼往開來的思想經典》（臺北：立緒文化，2012）
- 《老子解讀：新世紀繼往開來的思想經典》（臺北：立緒文化，2012）
- 《莊子解讀：新世紀繼往開來的思想經典》（臺北：立緒文化，2012）
- 《大學‧中庸解讀》（臺北：立緒文化，2012）
- 《小品西方哲學家》（臺北：時報，2012）
- 《逍遙之樂：傅佩榮談《莊子》》（臺北：天下文化，2012）
- 《論語的人文之美[第一部]》（臺北：九歌，2013）
- 《予豈好辯哉：傅佩榮評朱注四書》（臺北：聯經，2013）
- 《人生困惑問莊子：第一部》（臺北：九歌，2013）
- 《傅佩榮莊子經典50講：在生命的轉彎處》（臺北：立緒文化，2013）
- 《孔子辭典》主編、審訂（臺北：聯經，2013）
- 《人生困惑問莊子 第二部：工作的藝術及其他》（臺北：九歌，2013）
- 《止於至善：傅佩榮談《大學》‧《中庸》》（臺北：天下文化，2013）
- 《西方哲學心靈：從蘇格拉底到卡繆》全三卷（臺北：立緒文化，2014）
- 《傅佩榮‧經典講座 孔子：追求人的完美典範》（臺北：天下文化，2014）
- 《傅佩榮‧經典講座 孟子：浩然正氣與成功人生》（臺北：天下文化，2014）
- 《傅佩榮‧經典講座 老子：在虛靜中覺悟人生智慧》（臺北：天下文化，2014）
- 《傅佩榮‧經典講座 莊子：以自在之心開發無限潛能》（臺北：天下文化，2014）
- 《論語的生命解惑：論語的人文之美[第二部]》（臺北：九歌，2014）
- 《傅佩榮生活哲思文選》全三卷（臺北：立緒文化，2015）
- 《荒謬之外：卡繆思想硏究》（臺北：九歌，2015）
- 《國學與人生》（臺北：天下文化，2015）
- 《易經入門與國學天空》（臺北：天下文化，2015）
- 《人生，一個哲學習題：認識自我、開發潛能、修養靈性的追求》（臺北：天下文化，2015）
- 《最後一張王牌：尋求靈魂的現代人》（臺北：九歌，2016）
- 《傅佩榮的易經入門課》（臺北：九歌，2017）
- 《世界文明原典選讀：古國系列套書》共三冊，傅佩榮;徐學庸;何建興;吳承庭 主編（臺北：立緒文化，2017）
- 《世界文明原典選讀：宗敎系列套書》共三冊，傅佩榮 策劃;劉清虔;蔡耀明;黎建球 主編（臺北：立緒文化，2017）
- 《人性向善論發微：傅佩榮「人性向善論」之形成、論證與應用》（臺北：立緒文化，2021）
- 《傅佩榮講易經：詳解易經六十四卦》共二冊（臺北：立緒文化，2023）

### 譯作
- 雅士培，《四大聖哲》（臺北：業強，1985；再版，臺北：名田文化，2004；再版，臺北：立緒文化，2015）
- 編譯，《上帝‧密契‧人本：西方宗敎哲學討論集》（臺北：立緒文化，2018）

## 影音
- 《易經通講》（臺北：象飛音樂工作室，2010）（DVD）
- 《傅佩榮論語新解》（臺北：清涼音，2010）（CD+DVD）
- 《論語三百講》（臺北：象飛音樂工作室，2011）（DVD）
- 《老莊的智慧》（臺北：象飛音樂工作室，2011）（DVD）
- 《傅佩榮孟子新解》（臺北：清涼音，2011）（CD）
- 《傅佩榮老子新解》（臺北：清涼音，2012）（CD）
- 《希臘哲學精神》（臺北：清涼音，2012）（8CD）
- 《傅佩榮大學中庸新解》（臺北：清涼音，2012）（24CD）
- 《傅佩榮莊子新解》（臺北：清涼音，2012）（60CD）
- 《傅佩榮大學中庸新解》（臺北：貿騰，2012）（12DVD）
- 《中世紀哲學精神》（臺北：清涼音，2013）（8CD）
- 《近代哲學精神》（臺北：清涼音，2014）（8CD）
- 《現代哲學精神》（臺北：清涼音，2015）（8CD）
- 《四大聖哲：蘇格拉底、佛陀、孔子、耶穌》（臺北：清涼音，2016）（CD）

## 外部連結
- 傅佩荣-新浪博客 （页面存档备份，存于）
- YouTube 主頻道-傅佩榮國學頻道 （页面存档备份，存于）
- YouTube 副頻道-傅佩榮睡前學堂 （页面存档备份，存于）